# بلاك مانتا
بلاك مانتا هو شرير خارق في دي سي كومكس،ظهرت الشخصية لأول مرة في سبتمبر 1967.